# Seksolatki
Seksolatki – polski film obyczajowy z 1971 roku, zrealizowany na podstawie scenariusza Aleksandra Ścibora-Rylskiego.

## Obsada
- Hanna Wolska – Ania Szklarska (w scenach erotycznych występowała dublerka)
- Tomasz Ficner – Tomek Kowalik
- Krystyna Borowicz – matka Ani
- Mirosława Dubrawska – ciocia Zosia
- Emilia Krakowska – Wanda, partnerka Marka Kowalika
- Halina Winiarska – dyrektorka technikum hotelarskiego
- Zbigniew Józefowicz – Marek Kowalik, ojciec Tomka
- Gustaw Lutkiewicz – ojciec Ani
- Zdzisław Maklakiewicz – pan Józef
- Teresa Krzyżanowska – kierowniczka domu wczasowego
- Teresa Lasota – Krońska

## Fabuła
16-letnia Ania uczennica Technikum Hotelarskiego i 17-letni Tomek uczeń Technikum Okrętowego od około 2 tygodni są razem (i w tym okresie zaczęli współżycie seksualne). Tomek mieszka w internacie, a Ania na stancji w mieszkaniu babci. Gdy babcia Ani umiera, dziewczyna musi opuścić mieszkanie (jest to mieszkanie komunalne). Młodzi postanawiają skorzystać z okazji i zamieszkać razem — Tomek fałszuje nazwisko w legitymacji szkolnej i podaje się za brata Ani, dzięki czemu oboje mogą zamieszkać razem na stancji. Ania zaprasza do siebie koleżanki i o sytuacji dowiaduje się dyrektorka szkoły — pod groźbą usunięcia ze szkoły Ania musi przenieść się do technikum wieczorowego oraz zamieszkać w internacie (Tomek także wraca do internatu). Młodzi postanawiają szukać pomocy u swoich rodzin. Ojciec Tomka (wdowiec żyjący z nową partnerką) odmawia zwiększenia kieszonkowego Tomka, co powoduje ich kłótnię. Rodzina Ani, gdy poznaje prawdę o niej i Tomku, początkowo chce, aby młodzi rozstali się i Ania opuściła szkołę, ale dziewczyna próbą samobójstwa powoduje, że młodzi mogą zamieszkać razem u dalszej krewnej Ani w Trójmieście (oboje chodzą do szkół). Szybko okazuje się, że takie życie zaczyna nudzić Anię, co powoduje, że związek młodych zaczyna się rozpadać. Koleżanka Ani z technikum wieczorowego proponuje jej udział w całonocnej prywatce w „fajnym” towarzystwie. Dziewczyna udaje się tam nie mówiąc nic Tomkowi, który korzystając z pożyczonego motocykla szuka jej całą noc. Podczas prywatki Ania nie chce ze znajomymi koleżanki uprawiać seksu — zostaje zbiorowo zgwałcona. Nad ranem zostaje odwieziona do domu, gdzie czeka na nią Tomek. Ania mówi mu, że chce zaraz wyjechać, i wybiega na ulicę. Tomek próbuje ją gonić motocyklem, ale przewraca się i przygnieciony przez pojazd widzi tylko uciekającą Anię.

## Odbiór
Zdzisław Hoffman na łamach „Filmu” krytycznie odniósł się do filmu, powoławszy się na sondaże wg których młodzież ma negatywne opinie na temat Seksolatek, twórcy nie potrafią zrobić prawdziwego filmu o nastolatkach, gdyż z racji wieku i innego doświadczenia nie rozumieją ich problemów, a także nadużywają mentorskiego tonu drażniącego młodzież.